# Прехрамбена индустрија
Прехрамбена индустрија је грана индустрије која се бави прерадом хране за потребе људи. Најразвијенија је у богатим привредним подручјима, као и у великим потрошачким срединама. Њен главни задатак је подмиривање прехрамбених потреба потрошача.

## Гране
Прехрамбена индустрија обухвата неколико грана који се баве различитим делатностима:
- Млинско-пекарска индустрија
- Кондиторска индустрија
- Индустрија за прераду и производњу уља
- Индустрија за прераду воћа и поврћа
- Млекарска индустрија
- Индустрија за конзервирање рибе
- Меснопрерађивачка индустрија и
- Индустрија алкохолних пића